# Mito Umeta
Mito Umeta (em japonês 梅田ミト) (27 de março de 1863 — 31 de maio de 1975) foi um  supercentenário japonês. Foi Decano da Humanidade de 31 de Outubro de 1973 até a data de seu  falecimento, aos 112 anos e 65 dias. Sucedeu-lhe no título Niwa Kawamoto, de 111 anos de idade.